# San Angelo Museum of Fine Arts

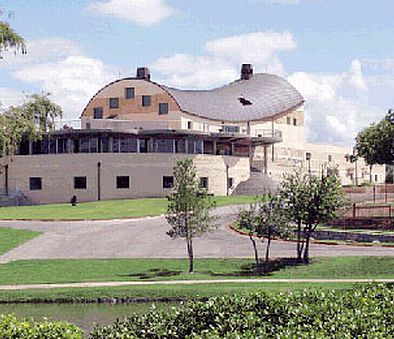
San Angelo Museum of Fine Arts

Das San Angelo Museum of Fine Arts ist ein Kunstmuseum der 14 Counties von San Angelo, Texas.  Das Museum verfügt über eine stetig wachsende ständige Sammlung und beheimatet Wanderausstellungen. Außerdem verfügt das Museum über eine Dachskulpturensammlung und eine Forschungsbibliothek. Es stellt Veranstaltungsflächen zur Verfügung und ist in der künstlerischen Ausbildung tätig.

## Geschichte
Im Juli 1981 kamen Mitglieder der Gemeinde von San Angelo zusammen mit dem Ziel, ein Museum der bildenden Künste zu schaffen. Nachdem ausreichende Mittel vorhanden waren, wurde das Museum im Frühjahr 1985 im renovierten ehemaligen Quartiergebäude am historischen Fort Concho eröffnet. Es war Heimat von namhaften Wanderausstellungen aus der National Portrait Gallery, der Library of Congress und des Dallas Museum of Art. Im Jahr 1994 wurde der Beschluss gefasst, ein neues eigenes Gebäude für das Museum zu bauen. Nachdem über 7,2 Millionen US-Dollar gesammelt waren, wurde die neue Anlage am Ufer des Concho-Flusses im September 1999 eröffnet. Das Museum hat zahlreiche Auszeichnungen erhalten, darunter den National Award für Museums-Service vom Bundesinstitut für Museums- und Büchereidienstleistungen im Jahr 2003. Im Jahr 2005 wurde das Museum Mitglied im amerikanischen Museumsverband. Es hat durchschnittlich rund 90.000 Besucher pro Jahr. Die ständige Sammlung umfasst 277 Werke und konzentriert sich hauptsächlich auf Texanische Künstler.

## Einrichtungen
Das Museum wird über eine Fußgängerbrücke mit der anderen Seite des Flusses und den daran angrenzenden Parks verbunden. Das Gebäude wurde von dem Architekturbüro Hardy Holzman Pfeiffer Associates entworfen. Das umstrittene Design verfügt über eine geschwungene Dachkonstruktion, die einem Sattel ähnelt, und nutzt eine eklektische Mischung aus lokalen Materialien u. a. aus texanischem Kalkstein. Das Gebäude verfügt über eine Fläche von 30.000 m² und zwei Hauptgalerien mit jeweils knapp 14 bzw. 11 Meter hohen Decken. Es enthält auch zwei kleinere Galerien sowie eine Dachterrasse, die als Skulpturengarten mit Blick auf den Fluss und die Innenstadt von San Angelo dient. Darüber hinaus hat das Museum einen einst verfallenen Gebäudekomplex angekauft, der nach seiner Renovierung als Galerieraum dient und an Künstler vermietet wird.

## Ausstellungen (Auswahl)
- 2005/2006 Retrospektive des Pop-Art-Künstlers James Gill
- 2014/2015 Third Annual Richard and Pam Salmon Sculpture Competition